# Ноглики (река, Сахалин)
Ноглики (от нивх. ноггд — «пахнущая река») — река в России на острове Сахалин, крупнейшем острове России. Река протекает через посёлок Ноглики. Верховья реки находятся у подножий горы Нефтяная, течет в северном направлении. Впадает в реку Имчин — приток реки Тымь, является ее правым притоком, далее впадает в реку.
Длина Ноглики — 26 км. Площадь водосборного бассейна — 55,2 км².
По одной из версий, название реки Ноглики появилось из-за наличия сильного неприятного запаха. На языке коренного населения нивхи Ногл значило «вонючая река», либо «пахнущая река» (от загрязнения выходами нефти).
В районе реки Ноглики выявлен объект археологического наследия Поселение Ноглики 3 («Стадион»), расположенное на правом берегу реки Ноглики, на террасе рядом с поселковым стадионом/

## Данные водного реестра
По данным государственного водного реестра России относится к Амурскому бассейновому округу. Речной бассейн — бассейны рек острова Сахалин. Водохозяйственный участок — Водные объекты острова Сахалин без бассейна р. Сусуя.
Код водного объекта 20050000212118300001880.